# Traca

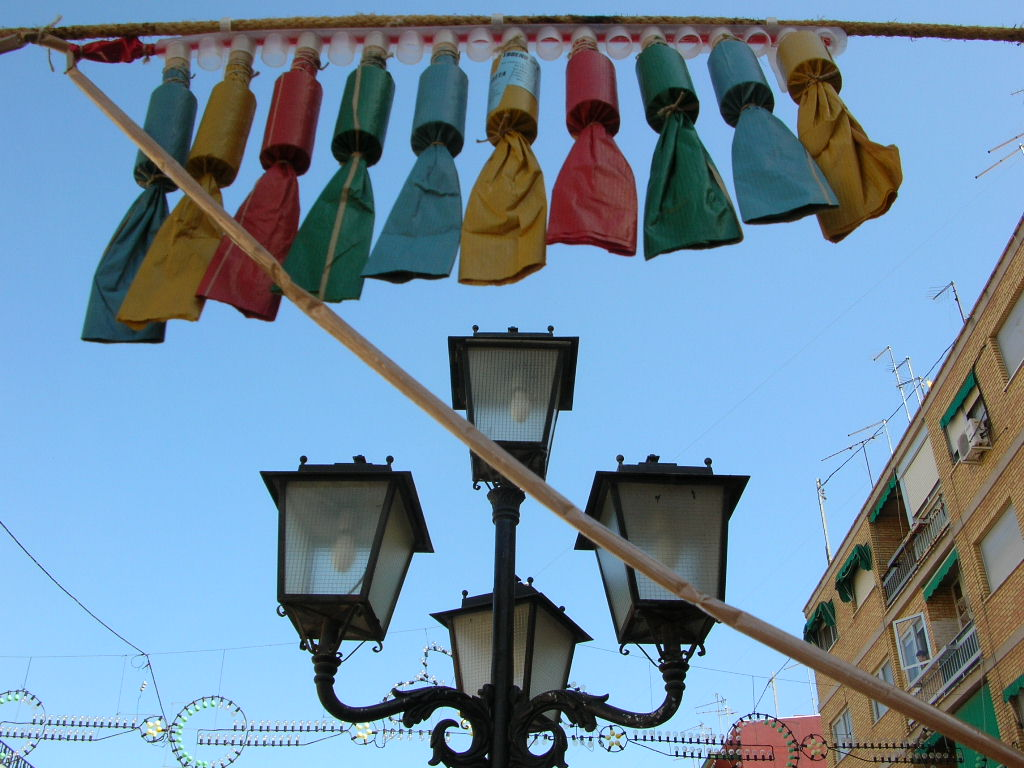
Masclets encadenats, però en estil de Mascletà.

Una traca és un seguit de masclets o altre tipus de coets, lligats amb una metxa en forma de cordell, que una vegada estesa a terra o penjada en l'aire s'enceta per un dels dos costats del cordell i resulta en una seqüència cridanera d'esclafits, molt rítmica i sorollosa.
Al País Valencià, les traques es fan servir per a qualsevol celebració: casaments, batejos, comunions, gols en els partits de futbol, etc.
Les traques més sofisticades i disparades per un pirotècnic reben el nom de mascletaes.